# Izrael i bomba
Izrael i bomba (niem. Israel und die Bombe) – niemiecki film dokumentalny z 2012 roku w reżyserii Dirka Pohlmanna. Film wyemitowany został 7 lipca 2012 na kanale Arte.
Film dotyczy rzekomej izraelskiej broni nuklearnej, i zawiera m.in. wywiady z Avnerem Cohenem, autorem książki Israel and the Bomb (1999), Gideonem Remezem, Isabellą Ginor (autorką Foxbats over Dimona), dziennikarzami Peterem Hounamem, Martinem van Creveldem, Avim Primorem.